# فرانسيسكو ماركوس فالنتين
فرانسيسكو ماركوس فالنتين (24 فبراير 1976 في البرازيل – )؛ هو لاعب كرة قدم سابق كان يلعب كمهاجم.